# Francouzská kolej svatého Josefa (Jaffa)
Francouzská kolej svatého Josefa (francouzsky Collège des Frères Saint-Joseph) je komplex dvou skupin staveb na protějších stranách ulice Jefet: první tvoří střední církevní škola (Tabita High School) ve dvou objektech a rezidence v podobě románského hradu. Druhou skupinu tvoří bývalá klášterní nemocnice s kaplí v novorománském stylu, přestavěná v roce 2017 na Jaffa Hotel. Kolej svatého Josefa se nachází mezi v ulici Jefet, ve čtvrti Adžami města Tel Aviv–Jaffa v Izraeli.

## Historie
Lokalitu obsadili po roce 1806 Francouzi přišlí s Napoleonovou armádou a příslušníci Anglo-americké kolonie. Provizorní domy užívali až do roku 1875, kdy byly postupně postaveny současné budovy a jejich dvůr se zahradou odděleny zdí od rozsáhlého muslimského hřbitova Kazakhane cemetery na východní straně, nyní zpustlého..   

## Francouzská kolej
První stavbu navrhla projekční kancelář Libelle & Grebez z Lyonu a financoval je podnikatel M. Francisque Guimet. Tato menší, ale hlavní rezidenční budova má formu dvoupodlažního novorománského hradu se dvěma válcovými věžemi v nároží do ulice a byla postavena do roku 1875. Je inspirována románskou a romantickou architekturou.
Školní budova se sochou svatého Josefa na horní římse byla postavena roku 1882. Budovy nejsou přístupné veřejnosti.

## Galerie

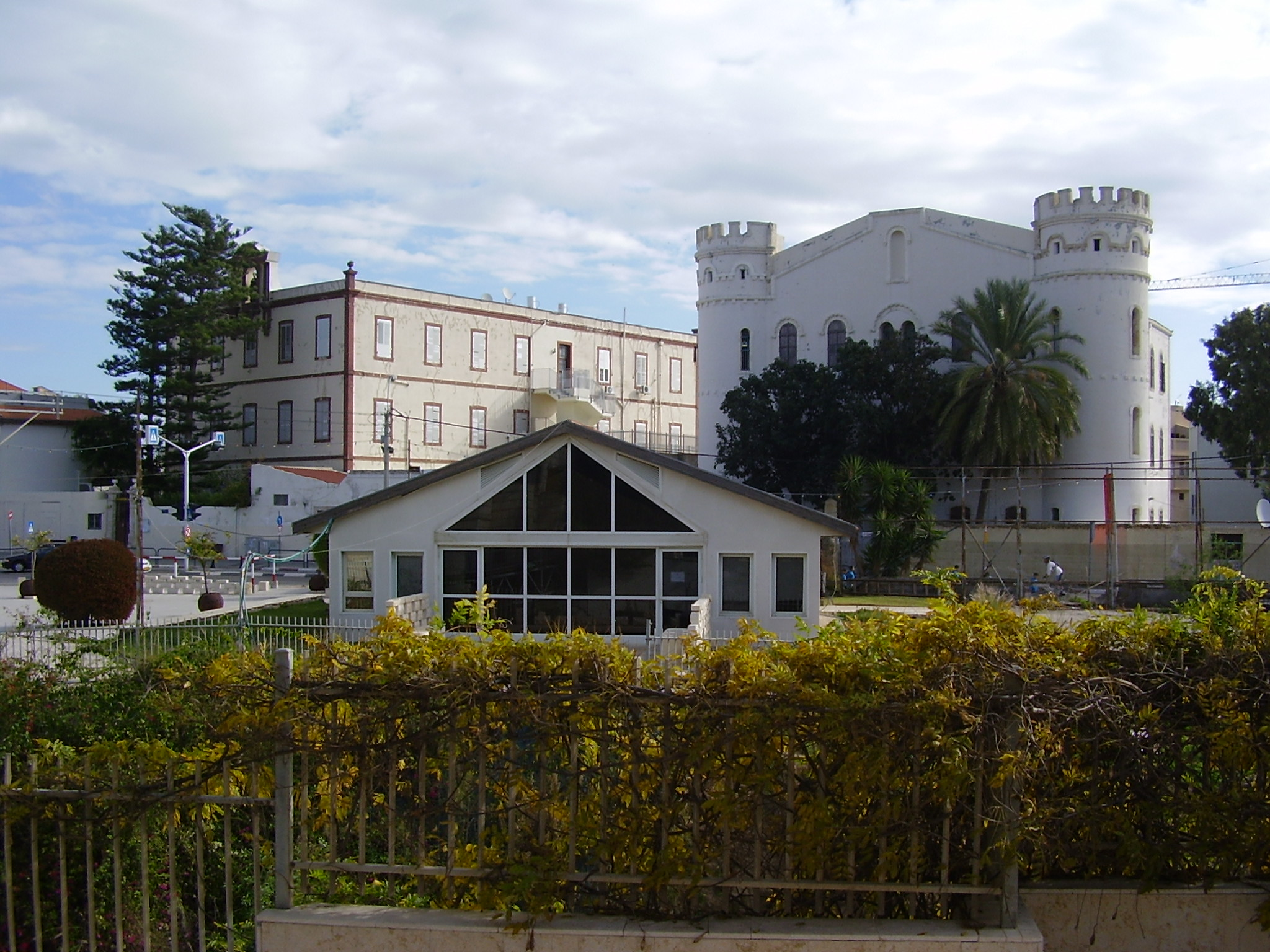
Pohled z protější zahrady
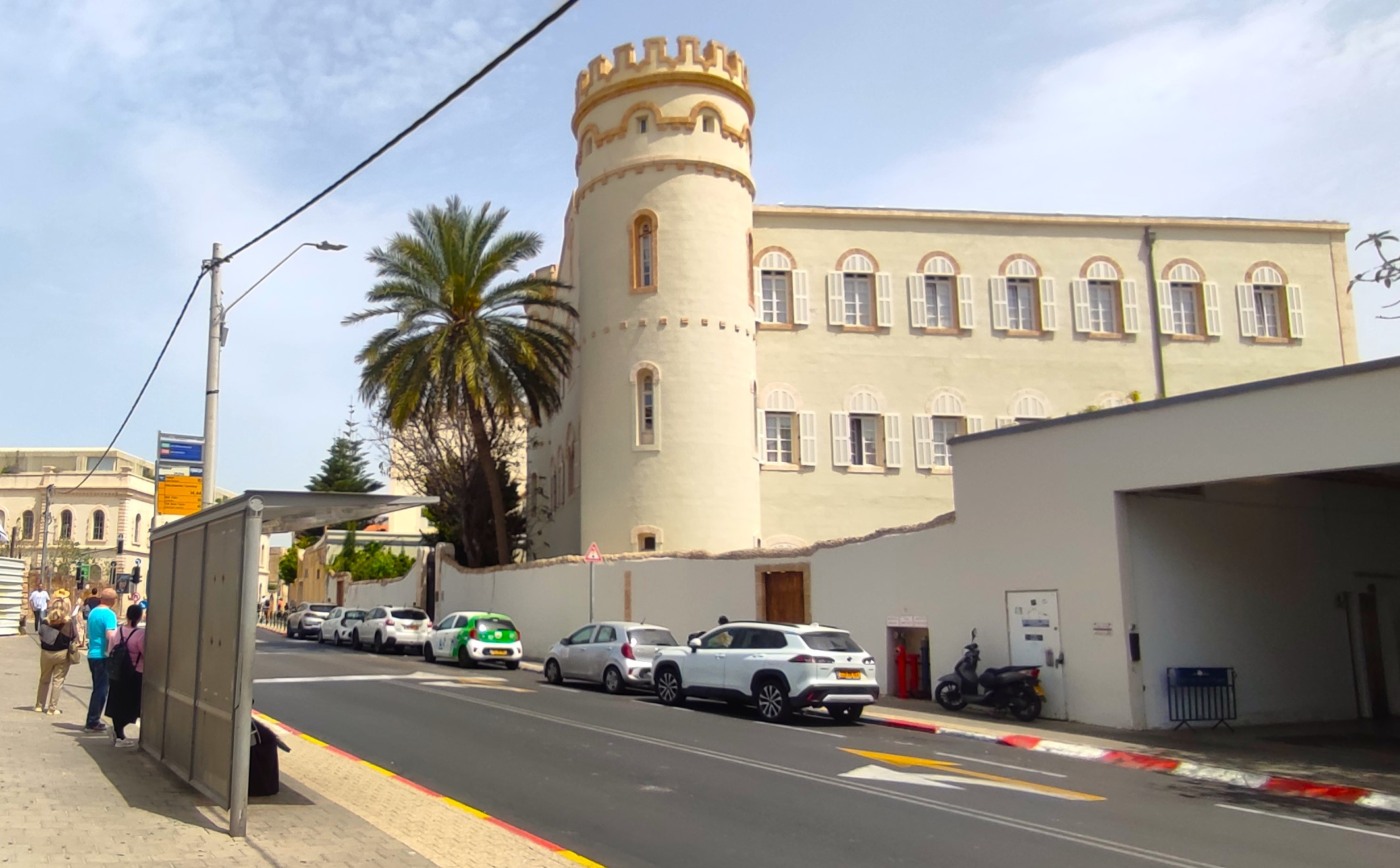
Hrad od jihozápadu
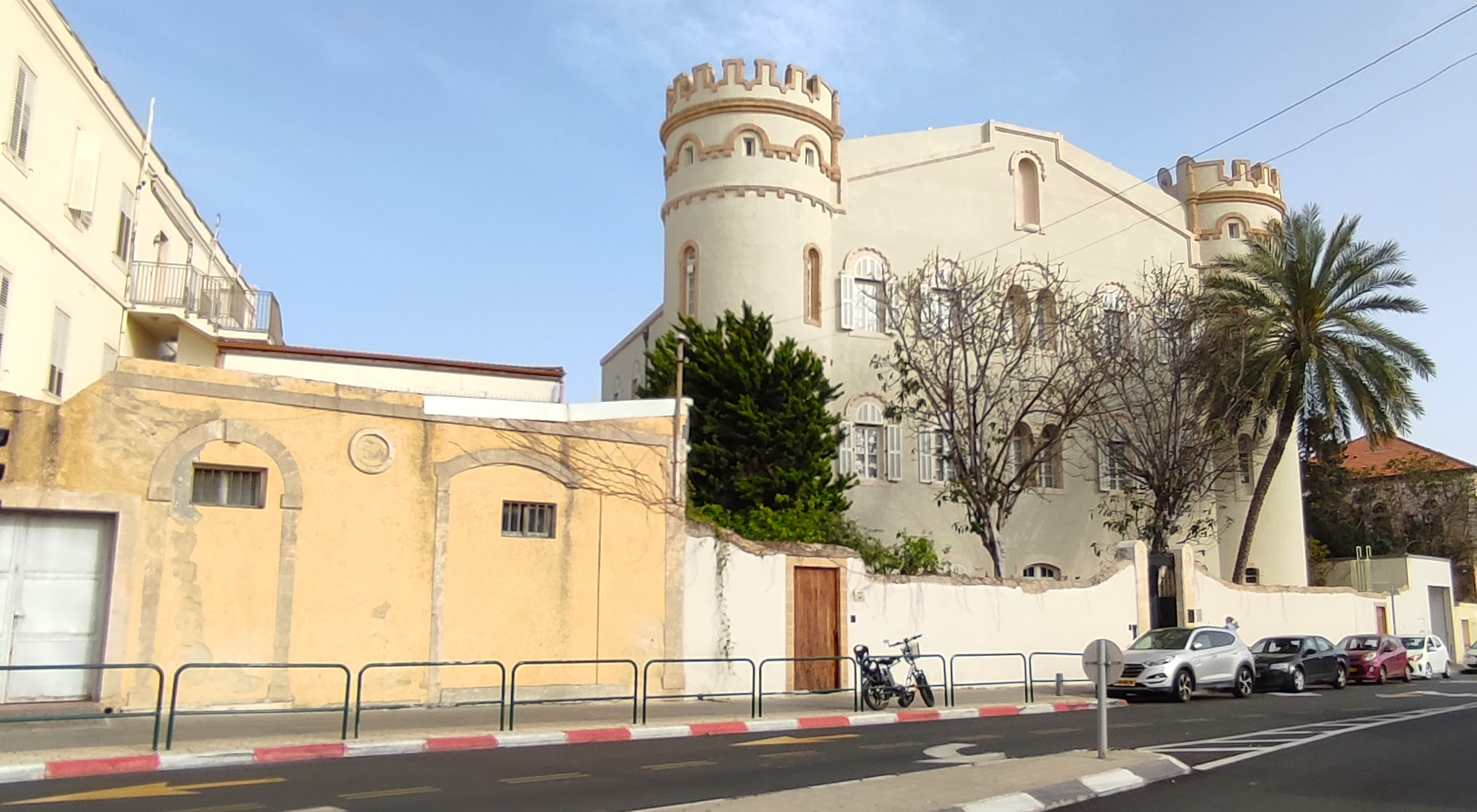
Hrad
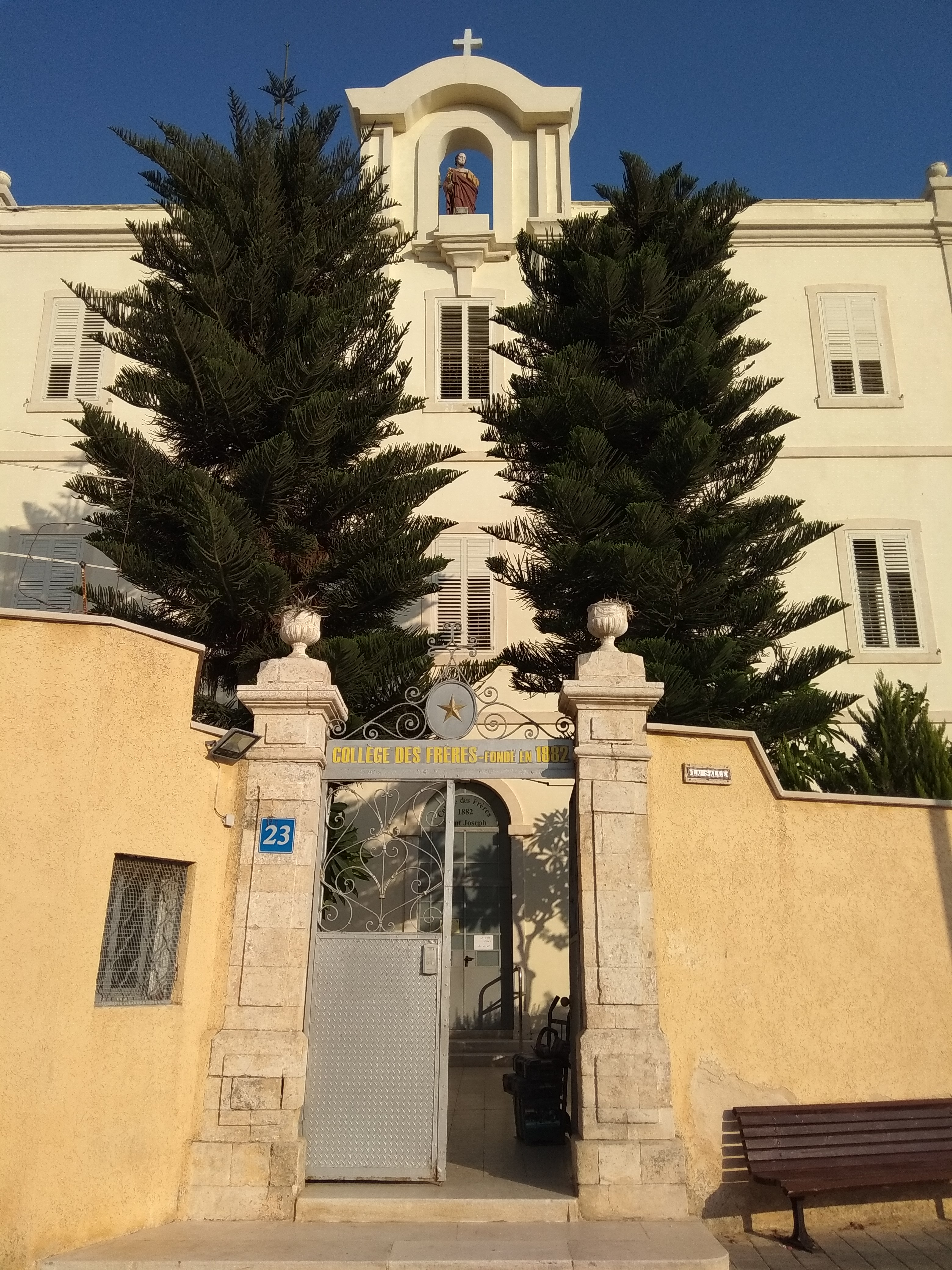
Škola před opravou
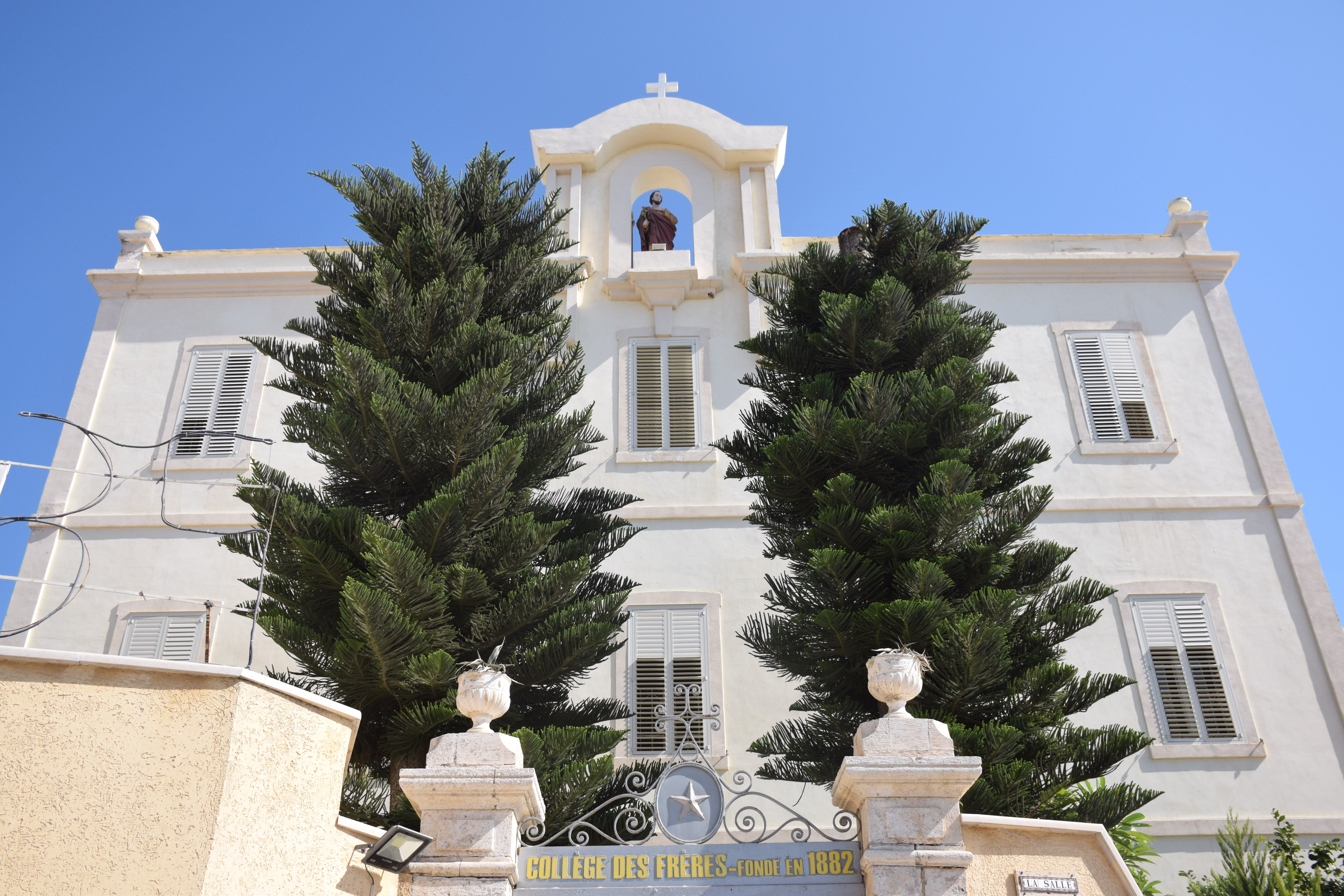
Škola po opravě
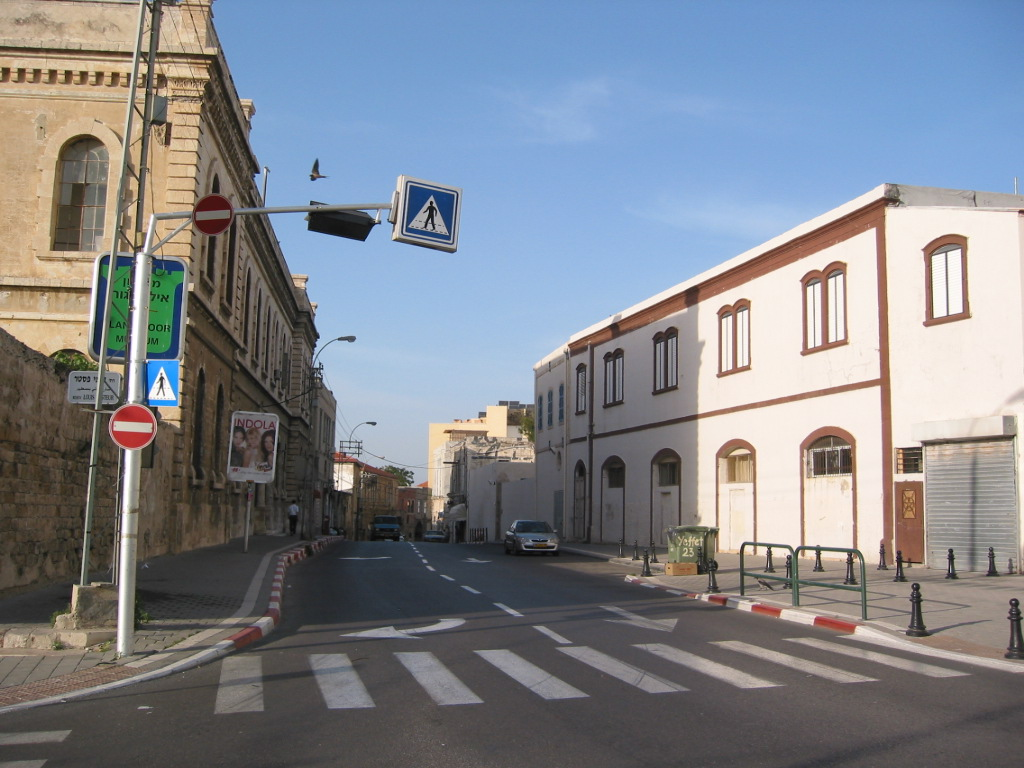
Druhá škola, vlevo hotel